# روي إيفانز (ممثل)
روي إيفانز (بالإنجليزية: Roy Evans)‏ هو ممثل بريطاني، ولد في 1930 في المملكة المتحدة.

## وصلات خارجية
- روي إيفانز على موقع IMDb (الإنجليزية)
- روي إيفانز على موقع قاعدة بيانات الفيلم (الإنجليزية)